# الجامعة الألمانية بالقاهرة

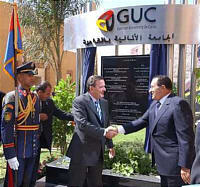
افتتاح الرئيس السابق/ محمد حسنى مبارك للجامعة عام 2005

الجامعة الألمانية بالقاهرة (بالإنجليزية: German University in Cairo) هي جامعة خاصة تأسست في سنة 2002 تحت إشراف وزارة التعليم العالي المصرية وعدة هيئات ألمانية. لغة الدراسة بالجامعة هي الإنجليزية، مع وجوب دراسة الألمانية حتى المستوى A2.1. تتيح الجامعة دراسة اللغة الألمانية لما فوق هذا المستوى. أما الشهادات الممنوحة لخريجي الجامعة فهي معادلة للشهادات المصرية ومعترف بها عالمياً.
الجامعة تتيح منح دراسية للطلاب المتفوقين وإعانات دراسية لذوي الاحتياجات الخاصة.

## حول الجامعة
تتميز الجامعة الألمانية في القاهرة بتخصصها في مجالي الهندسة وعلوم الطبيعة، وتركز على تخريج المهندسين الذين يعتبرون بعد تخرجهم خبراء متخصصين في مجالهم، تبحث عنهم المؤسسات الصناعية بشكل ملح. ورغم تحديد اللغة الإنجليزية كلغة للتدريس في الجامعة، إلا أن اللغة الألمانية تدرس أيضا كمادة لتمكين الطلبة من الذهاب إلى ألمانيا في إطار الدراسات العليا والتبادل العلمي.

## قسم الفنون التطبيقية
بيد أن الجامعة الألمانية في القاهرة تركز أيضا على مجال الفنون التطبيقية الذي أنشئ قسم له في الجامعة عام 2006. ويعتبر أصغر أقسام الجامعة نظرا لقلة عدد الطلبة الذين يدرسون فيه، وهو يبلغ حالياً مائتين وثمانين طالباً وطالبة. ويدرس الطلبة في هذا القسم تصميمات فن الرسم والنحت، والتصميمات الخاصة بالمنتجات، وكذلك الخاصة بوسائل الإعلام. أما مدة الدراسة للحصول على البكالوريوس في هذا القسم، كما يشرح الأستاذ الألماني تورستين بيرغماير، فتبلغ ثمانية فصول دراسية وللحصول على شهادة الماجستير لا بد من الدراسة ثلاثة فصول دراسية أخرى. وفي الفصول الدراسية الأربعة الأولى تكون الدراسة عامة. واعتباراً من الفصل الدراسي الخامس تبدأ الدراسة التخصصية.

### واجهة لعرض الإبداعات
لكن نشاط الجامعة لا يقتصر فقط على إعداد الطلبة من الناحية الأكاديمية، فقد تم تخصيص جزء من مبنى الجامعة لمعرض خاص بالمشروعات التي ينجزها طلبة الجامعة. وتشمل هذه المعروضات على سبيل المثال أفلام الرسوم المتحركة ومؤلفات موسيقية وتصاميم لألعاب مختلفة وغيرها. ويظل هذا المعرض قائماً للمشاهدة طوال العطلة التي تلي الفصل الدراسي.

### اتحاد الطلبة
قامت إدارة الجامعة الألمانية بالموافقة علي إنشاء اتحاد طلبة وإقامة استفتاء علي لائحة طلابية وذلك بعد سلسلة من احتجاجات الطلبة التي أدت إلي فصل 15 طالب ثم تراجعت الجامعة عن القرار بعد ذلك ووافقت علي ان يقوم الطلبة بكتابة اللائحة الطلابية والتي كان من المفترض ان يستفتي عليها في سبتمبر 2012 لولا إلغاء الإدارة للاستفتاء مستندة الي حجج اعتبرها الطلاب واهية مما دفعهم إلي اقامة الاستفتاء والإشراف عليه بأنفسهم وقد فاق عدد المشاركين 2500 طالب وكانت نهاية المشهد هي اقامة إدارة الجامعة للاستفتاء علي اللائحة وذلك بعد تعديل بعض بنودها الأمر الذي رفضه الطلبة والذي أدي إلي انخفاض نسبة المشاركة في هذا الاستفتاء وقد تم انتخاب أول اتحاد طلبة في نوفمبر وديسمبر 2012

## الإداريون
- المؤسس الرئيسي ورئيس مجلس الأمناء: ا.د/ أشرف منصور
- نائب رئيس مجلس الأمناء: ا.د/ Hans Wolff
- رئيس الجامعة: Prof. Yasser Hegazy
- تقع الجامعة الألمانية بالتجمع الخامس - القاهرة الجديدة - بجوار جامع السويدي وقرية ارابيلا السكنية

## الكليات
1. كلية تكنولوجيا الإدارة
2. ماجستير إدارة الأعمال MBA
3. كلية نظم المعلومات الإدارية
4. كلية الصيدلة والتكنولوجيا الحيوية
5. كلية هندسه تكنولوجيا الإعلام
6. كلية هندسه تكنولوجيا المعلومات
7. كلية هندسة وعلوم المواد
8. كلية الفنون التطبيقية
9. كلية العمارة[ ؟ ]
10. كليه حقوق

## اتحاد الطلبة
تم إنشاء اتحاد طلاب بالجامعة الألمانية في شهر أبريل 2011 وذلك بعد سلسلة احتجاجات طلابية والتي انتهت بفصل 15 طالب قبل أن تشتد الاحتجاجات أكثر وتجبر إدارة الجامعة على إعادة ال 15 طالب وإنشاء اتحاد طلاب مع تعهدهم بأن تكون مهمة أول اتحاد هي وضع لائحة يستفتى عليها الطلاب.

## الأنشطة الطلابية
كما يوجد مجموعات طلابية ناشطة. هذه المجموعات تتيح للطلاب ممارسة أنشطة داخل الجامعة، ومن هذه المجموعات:
- GUC Inspire
- Big Buddy Society :

1 - Big Buddy Sports Society: يقيم تدريبات ودورات رياضية.

2 - Big Buddy Community Service Society: يهتم بخدمة مجتمع الجامعة والمجتمع ككل.

3 - Big Buddy Technology Society: لتبادل المعرفة في مجالات التكنولوجيا والتدريب.
4-Big Buddy Academics
- AYB - جمعية علشانك يا بلدي لتنمية المجتمع. فرع الجامعة الألمانية يعمل على تنمية منطقة المطرية.
- THE INSIDER - جريدة وأسرة إعلامية طلابية مستقلة تحريرياً ومادياً، وهي الأولى والوحيدة بالجامعة.
- Echo - لتحرير المجلة الطلابية للجامعة.
- Pioneers - أول مجموعة طلابية بالجامعة.
- GUC Diggers – لعلوم الحاسوب ونظم المعلومات.
- Enactus : الطلاب في المشاريع الحرة
- Finanz Club - لمحو الأمية المالية للطلبة.
- GCBT
- GUC-SPSA - لطلاب الصيدلة.
- Zusammen - لجمع التبرعات لمساعدة المجتمع.
- Die Sonne - لتنمية الجامعة والمجتمع.
- Feed w Estafeed - للأعمال الخيرية.
- MUN - نموذج الأمم المتحدة.
- GUC Robotics Club - لتعليم كيفية بناء وبرمجة الروبوتات.
- GUC Rebels مجموعة تضم طلاب من كل الطيف السياسي تقريباً، يساريين، ليبراليين، إسلاميين، وقوميين، تقيم أنشطة لزيادة الوعي السياسي واستكمال الثورة.
- MOIC وهي محاكاه لمنظمة التعاون الإسلامي
- Bdaya
- GUCMUN نموذج محاكاة الامم المتحدة
- Nawwar
- العصبة العربية
- مشروع خير
- IEEE
- Nebny Foundation-مؤسسة نبني
- Astromania - لعلوم الفلك والفضاء
- Fractals - مجتمع مهتم بالرياضيات

## إنجازات الطلاب
حقق طلاب وأساتذة الجامعة الألمانية إنجازات ضخمة مقارنة بعمر الجامعة، وأهم هذه الإنجازات تتلخص في:
- الحصول علي المركز الأول علي مستوي أفريقيا والشرق الأوسط في ACMICP
- المركز الثاني في مؤتمر طلاب الصيدلة لاقليم شرق المتوسط
- المركز الأول في مسابقة روبوكوب العالمية لعام 2010 في سنغافورة
- المركز الثاني في روبوكوب لعام 2009 في النمسا

## مصاريف التعليم
- تقسم المصاريف افي الجامعة الألمانية إلى 3 مجموعات حسب المجموع الأعلى والاسعار على النحو التالي:
- كليات الهندسة والصيدلة وإدارة الأعمال
- مجموعة أ 50,000 جنيه مصري في الفصل الدراسي الواحد.
- مجموعة ب 59,000 جنيه مصري في الفصل الدراسي الواحد.
- مجموعه ج 67,500 جنيه مصري في الفصل الدراسي الواحد.
- كلية الفنون التطبيقية
- 55,000 جنيه مصري في الفصل الدراسي الواحد.

## الشركاء
- جامعة اُلم -ألمانيا
- جامعة شتوتغارت -ألمانيا
- معهد جوته اقاهرة
- السفارة الألمانية بالقاهرة
- الهيئة الألمانية للتبادل العلمي
- الغرفة الألمانية العربية للصناعة والتجارة

## وصلات خارجية
- الموقع الرسمي
- الرسوم الجامعية